# モハーヴェ空港
モハーヴェ空港 & 宇宙港（Mojave Air & Spaceport）とは、アメリカ合衆国カリフォルニア州のモハーヴェ砂漠にある空港である。後述の飛行機の墓場としての知名度も高い。

## 概要

### 実験及び開発拠点
1935年に開港し、第二次世界大戦中の1942年に海兵隊の訓練基地となった。その後1972年に民間に運営が戻され、軍民問わず様々な航空機の実験及び開発の拠点として運営されている。
3本の滑走路を持つ大規模な空港であり、旅客機をはじめとした航空機の整備施設や訓練施設も置かれているが、1980年代より定期便の運航はないこともあり、空港ターミナルビルは置かれていない。周辺は砂漠であるため、廃棄予定の航空機が置かれる駐機場の地面も舗装されていない。

### 宇宙港
モハーヴェ空港は、イギリスのヴァージン・グループ傘下のヴァージン・ギャラクティック社と、航空機開発を行うスケールド・コンポジッツ社による、宇宙旅行用宇宙船の開発拠点が置かれていることでも知られ、「Airport（空港）」と同時に、「Spaceport（宇宙港）」という名前となっている。

### 飛行機の墓場

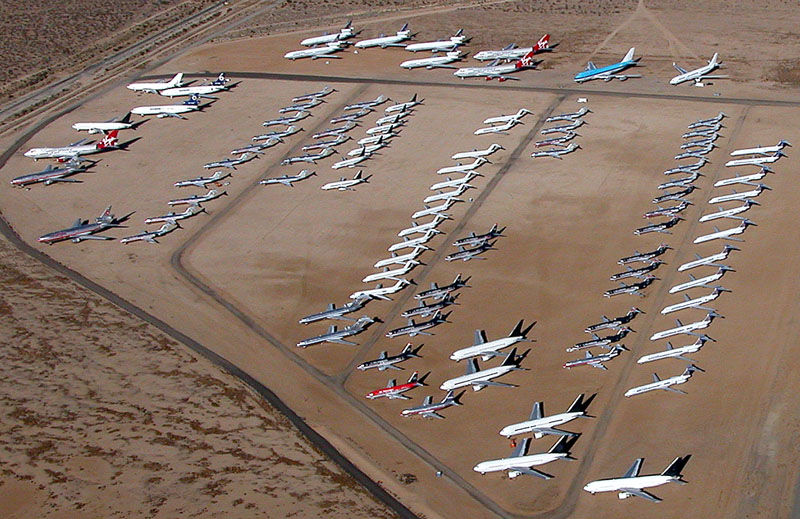
空港内には多数の機体が並ぶ

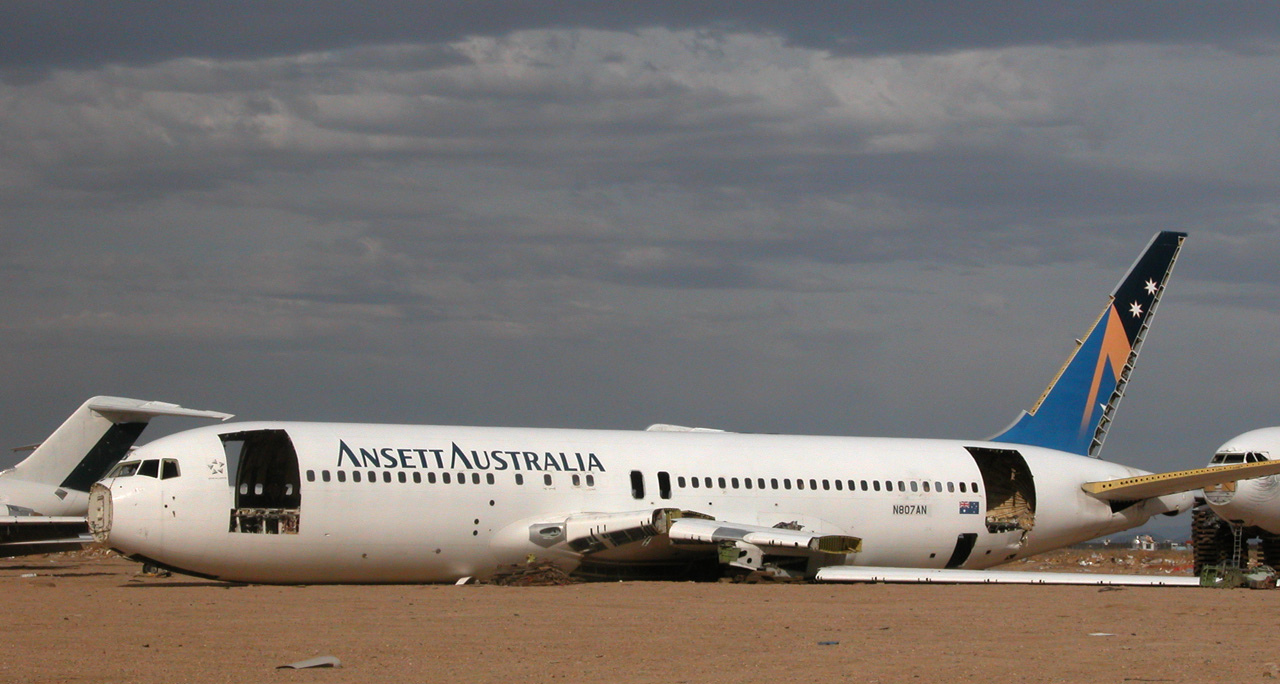
解体されたアンセット・オーストラリア航空のボーイング767-200

現在は砂漠の利点（年間降水量150 mm以下で広大な土地がある）を生かし、AVTEL社が航空機の保管場所として使用しており、売却・部品取り待ちの一時保管や、廃棄予定の航空機が多数保管されている。保管されている機体はダグラス DC-8やボーイング707、ボーイング727などの1960年代に製造された第一世代ジェット旅客機や、1990年代に製造されたボーイング757やボーイング767、ボーイング747-400、エアバスA310やエアバスA320などの比較的新しい機体も駐機されている。
上空から見ると砂漠に不完全な形の多数の飛行機が並んでいることをはじめ、この空港に着陸した大半の航空機（特に航空会社での営業運航を終えた航空機）はここで解体されるため、「飛行機の墓場」との異名を持ち、写真撮影のため世界中から旅客機マニアが多く集まる。また見学ツアーも行われている。

### 臨時駐機場
2020年以降はコロナ禍で航空機の利用が減少したため、カンタス航空や全日空などの大手航空会社を中心に使用しない航空機の待機に使用することが増えている。

### ロケ地
広大な土地ながらロサンゼルスの100 km圏内というアクセスの良さ、周囲に広告看板が無い、フェンスで仕切られているため見物客が入り込まない、航空機で大型機材を直接搬入できる、ケータリングが可能、撮影スポット（航空機、周辺の砂漠、各種施設、野球場）が豊富であり、ロケ地として利点が多い。
「ダイ・ハード2」や「S.W.A.T.」、「24 -TWENTY FOUR-」など、様々な映画やテレビシリーズの撮影場所として利用実績があり、空港事務所ではロケ専用の窓口やスタッフを用意して対応している。

## その他の施設

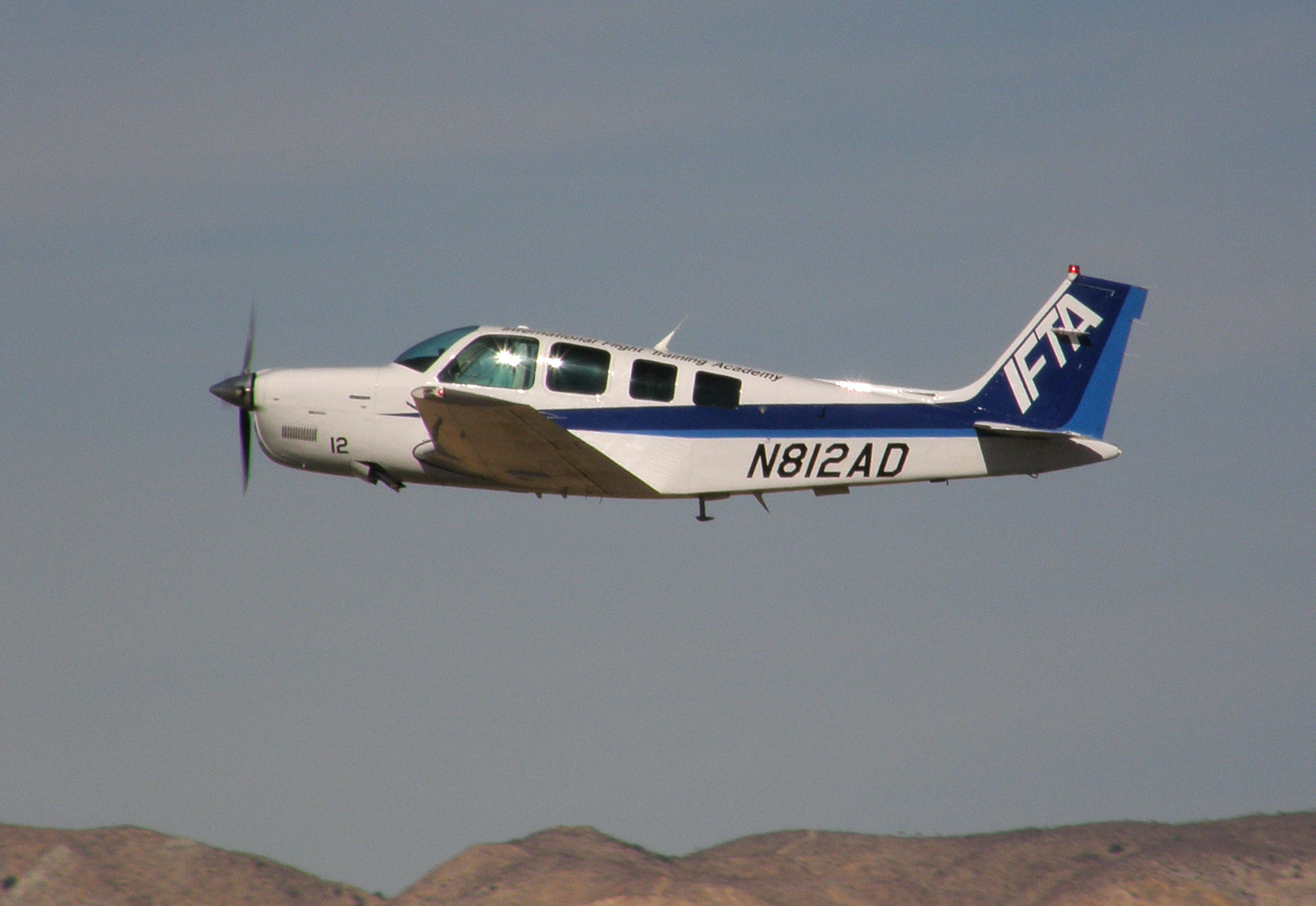
IFTAのビーチクラフトA36

### 訓練設備
全日本空輸のパイロットの訓練施設「International Flight Training Academy：IFTA（Base APO: Meadows Field Airport）」の訓練で利用する空港の一つで、全日空の塗装を施されたビーチクラフトA36が、機長の飛行訓練で訪れている。なおモハーヴェ空港内には、全日空の運用から退役し、他社への売却・廃棄待ちの機体も保管されている。

### ゲートガード
モハーヴェ空港のゲートガードとして、空港のロゴが入ったコンベア990型機が駐機している。なおこの機材は、NASAで実験機として使用されていたもので、世界でも数少ない原形をとどめるコンベア990型機の1つである。

## 交通

### 航空機
民間空港なので自家用機の乗り入れが可能。定期便は存在しない。

### 自動車
カリフォルニア州ロサンゼルス市内からは約100km圏内にある。ロサンゼルスから州間高速道路5号線を北上、途中のジャンクションからカリフォルニア州道14号線に入り、しばらくしてまたカリフォルニア州道58号線に乗り換えて、しばらく進んだ場所にある。陸路は150km程度でほぼ直線であり、公式ウェブサイトでは「片道90分」とアナウンスしている。

## 宿泊施設
空港周辺にはレストランや「サブウェイ」などのファストフード店がいくつか存在するため、空港の職員らは食事のためにロサンゼルスまで移動する必要がない。
「モーテル 8」などモーテル・ホテルが多数存在する。

## リンク
- Mojave Air and Space Port - 公式サイト
  - Made In Mojave - モハーヴェで撮影された作品の一覧